# Kolmkarspitze
Kolmkarspitze är ett berg i Österrike.   Det ligger i distriktet Sankt Johann im Pongau och förbundslandet Salzburg, i den centrala delen av landet, 280 km sydväst om huvudstaden Wien. Toppen på Kolmkarspitze är 2 406 meter över havet.
Terrängen runt Kolmkarspitze är huvudsakligen bergig, men åt sydväst är den kuperad. Närmaste större samhälle är Bad Gastein, 8,5 km nordost om Kolmkarspitze. 
Trakten runt Kolmkarspitze består i huvudsak av gräsmarker. Runt Kolmkarspitze är det ganska glesbefolkat, med 45 invånare per kvadratkilometer.